# The Last in Line (singolo)
The Last in Line è un singolo estratto dall'album The Last in Line dei Dio. Pubblicato nel 1984 dalla Vertigo contiene la versione live di Stand up and Shout.

## Tracce
1. The Last in Line – 5:47
2. Stand Up and Shout (live) – 4:08

## Formazione
- Ronnie James Dio - voce
- Vivian Campbell - chitarra
- Jimmy Bain - basso
- Claude Schnell - tastiere
- Vinny Appice - batteria